# دنی کولی
دنی کولی (انگلیسی: Danny Cowley؛ زادهٔ ۲۲ اکتبر ۱۹۷۸) بازیکن فوتبال اهل بریتانیا است.
از باشگاه‌هایی که در آن بازی کرده‌است می‌توان به باشگاه فوتبال ویمبلدون اشاره کرد.